# バナッハ＝アラオグルの定理
バナッハ＝アラオグルの定理（バナッハ＝アラオグルのていり、英: Banach–Alaoglu theorem）あるいはアラオグルの定理として知られる定理は、ノルム空間Vの共役空間V*の閉単位球が＊弱位相関してコンパクトになるという定理である。
この定理の背景を簡単に述べると、関数解析学では無限次元のノルム空間Vを多用し、Vやその共役空間V*の元は何らかの集合上の実数値ないし複素数値の関数のなすベクトル空間である事が多い。しかしVが無限次元の場合、VやV*の閉単位球はノルム位相に関してはコンパクトにならない事が知られており、これが原因で有限次元とは異なり、VやV*上の有界な点列が（ノルム位相に関して）収束部分列を持つことが保証されない。これは例えば微分方程式をノルムに関して近似する解fεを求めた上でε→0とした場合、その極限（すなわち微分方程式の解そのもの）が存在する事が保証されない事を意味する。微分方程式の振る舞いの記述を主たる適用先とする関数解析学において、これは致命的である。
しかしバナッハ＝アラオグルの定理は閉単位球が＊弱位相に関してコンパクトである事を保証しているので、弱位相の意味での近似解fεを求めれば、{\displaystyle (f_{\varepsilon })_{\varepsilon >0}}が収束部分列を持つ事が保証され、その収束部分列の極限が微分方程式の解になっている事を証明する道が開かれる。
この定理は、オブザーバブルの代数の状態の集合を表現するときに物理学的に応用される。すなわち、任意の状態はいわゆる純粋状態の凸線型結合として表現される。
この定理は可分な場合に対して1932年にステファン・バナフによって示され、一般の場合は1940年にレオニダス・アラオグルにより示された。

## 定理
以下、ベクトル空間の係数体Kは{\displaystyle \mathbb {R} }もしくは{\displaystyle \mathbb {C} }であるとする。

### 準備
本節ではバナッハ＝アラオグルの定理の記述に必要な概念を定義する。
定義 (ノルム空間の共役空間) ― 
K上ノルム空間{\displaystyle (V,\|\cdot \|_{V})}の共役空間（英: dual space。双対空間とも訳される）V*はV上のK値有界線形作用素全体
{\displaystyle V^{*}=\{\alpha ~\colon V\to K\mid \alpha }はK上の有界線形作用素{\displaystyle \}}
に関数としての定数倍および和に関してベクトル空間とみなしたものである。V*には作用素ノルム
{\displaystyle \|\alpha \|_{V^{*}}=\sup _{x\in V\setminus \{0\}}{|\alpha (x)| \over \|x\|_{V}}}
によりノルムが入る。
V*の閉単位球B*は上述の作用素ノルム{\displaystyle \|\cdot \|_{V^{*}}}に対して定義される：
{\displaystyle B^{*}:=\{\alpha \in V^{*}\mid \|\alpha \|_{V^{*}}\leq 1\}}

なお、V*上の作用素ノルム{\displaystyle \|\cdot \|_{V^{*}}}はV*にノルム位相（=ノルムが定める距離から定まる位相）を定めるが、バナッハ＝アラオグルの定理はノルム位相ではなく以下で述べる＊弱位相に関する定理である：
定義 (＊弱位相) ― 
V*上の＊弱位相とはx ∈ Vに対し、
{\displaystyle \mu _{x}\colon \alpha \in V^{*}\mapsto \alpha (x)\in K}
とするとき、μxが全て連続になるV*上の最弱の位相の事である。

最後に位相空間のコンパクト性は以下のように定義される：
定義・定理 (位相空間のコンパクト性) ― 位相空間Xに関して以下の2条件は同値であり、これら2条件の少なくとも一方（したがって両方）を満たすときXはコンパクトであるという。
- X上の任意の有向点族{\displaystyle (x_{\lambda })_{\lambda \in \Lambda }}に対し、{\displaystyle (x_{\lambda })_{\lambda \in \Lambda }}のある部分有向点族{\displaystyle (x_{\lambda _{\gamma }})_{\gamma \in \Gamma }}とx∈Xが存在し、{\displaystyle (x_{\lambda _{\gamma }})_{\gamma \in \Gamma }}はx∈Xに収束する
- Xの任意の開被覆{\displaystyle {\mathcal {S}}}に対し、{\displaystyle {\mathcal {S}}}のある有限部分集合{\displaystyle {\mathcal {T}}}が存在し、{\displaystyle {\mathcal {T}}}はXを被覆する。ここでXの開被覆{\displaystyle {\mathcal {S}}}とは、Xの開集合の族で{\displaystyle \cup _{O\in {\mathcal {S}}}O=X}を満たすものを指す。

ノルム位相に対してはリースの補題から直接的に次の事実が従う：
命題 ― {\displaystyle \mathbb {R} }もしくは{\displaystyle \mathbb {C} }上のノルム空間Vの閉単位球がノルム位相に関してコンパクトである必要十分条件はVが有限次元である事である。
したがって無限次元の場合、V*の閉単位球はノルム位相に関してコンパクトではない。

### 定理の記述
これに対し、V*の閉単位球は＊弱位相に関してはコンパクトになるというのがバナッハ・アラオグルの定理の主張である：
定理 (バナッハ＝アラオグルの定理) ― Kを{\displaystyle \mathbb {R} }もしくは{\displaystyle \mathbb {C} }とする。このときK上のノルム空間{\displaystyle (V,\|\cdot \|_{V})}の共役空間{\displaystyle (V^{*},\|\cdot \|_{V^{*}})}に＊弱位相を入れると、V*の閉単位球は
{\displaystyle B^{*}=\{\alpha \in V^{*}\mid \|\alpha \|_{V^{*}}\leq 1\}}
はコンパクトである。
この定理はチコノフの定理に基づいて非構成的に示せる。なおノルム空間Vが（ノルム位相に関して）可分な場合には、可分なノルム空間の共役空間の閉単位球が＊弱位相に関して距離化可能である事を利用してより直接的にに証明可能である。
バナッハ＝アラオグルの定理は半径1の閉球に対するものだが、任意の半径の閉球もコンパクトになる事が容易に示せる。また＊弱位相はハウスドルフ性を満たす事が知られており、コンパクトな空間の閉部分集合はコンパクトなので、以下の系が成立する：
系 ― V*に＊弱位相を入れた空間の有界閉集合はコンパクト
なお、Vが回帰的（すなわちV**=Vが成立する空間）であればV上の＊弱位相と弱位相は同一になるので、下記の系が従う：
系 ― Vが回帰的なノルム空間であれば、Vに弱位相を入れた空間の有界閉集合はコンパクト
1 < p < ∞に対しLp空間やℓp空間は回帰的なので、上記の定理が適用できる。しかし回帰的でない場合には上述の定理に反例があり、例えば0に収束する複素数列全体にℓ∞ノルムを入れた空間c0の閉単位球は弱位相に関してコンパクトではない。
注意しなければならないのは、＊弱位相における有界閉集合には内点が無く、有界閉集合上の点は必ず境界点になる事である。これはすなわち、たとえ閉単位球がコンパクトであっても＊弱位相をいれたV*が局所コンパクトにはなっていない事を意味する。
なお、X∗ が実数直線上の有限ラドン測度の空間（したがってリースの表現定理より、{\displaystyle X=C_{0}({\mathbb {R} })} は無限大で消失する連続函数の空間となる）の場合、可分なノルム空間に対するバナッハ＝アラオグルの定理はヘリーの選択定理と同値となる。

## 一般化：ブルバキ＝アラオグルの定理
ブルバキ＝アラオグルの定理（Bourbaki-Alaoglu theorem）は、ニコラ・ブルバキによる局所凸位相ベクトル空間上の双対位相へのバナッハ＝アラオグルの定理の一般化である。
定理 (ブルバキ＝アラオグルの定理) ― 連続双対 X ' を持つ分離された局所凸空間 X が与えられたとき、X 内の任意の近傍 U の極 U0 は、X ' 上の弱位相 σ(X ',X) においてコンパクトである。
ノルム線型空間の場合、近傍の極はその双対空間において閉かつノルム有界である。例えば、単位球の極はその双対において閉単位球である。したがって、ノルム位相空間（したがってバナッハ空間）に対して、ブルバキ＝アラオグルの定理はバナッハ＝アラオグルの定理と同値である。

## 帰結
- ノルムについて閉じている凸集合は弱閉である（ハーン=バナッハの定理）ため、ヒルベルト空間あるいは回帰的バナッハ空間における有界凸集合のノルム閉包は、弱コンパクトである[要出典]。
- B(H) における閉かつ有界集合は、弱作用素位相に関してプレコンパクトである（弱作用素位相は、トレースクラス作用素の集合 B(H) の前双対に関する弱 * 位相である超弱位相（英語版）よりも弱い）。したがって、作用素の有界列は弱集積点を持つ。したがって B(H) は、弱作用素あるいは超弱位相が備えられたとき、ハイネ＝ボレルの性質を持つ[要出典]。

たない。